# Misuratas
Misuratas (Misratas) ou Mesuratas (Mesratas) são uma importante tribo de berberes que pertente ao ramo dos zenetas do grupo dos baranitas.

## História
Misuratas são conhecido sobretudo pelos relatos de ibne Caldune. Segundo ele, esse povo deriva de Melde, que era filho de Aurigue, filho de Baranis e irmão de Hauara. Segundo Abzeme, e a genealogia berbere de Sabique ibne Solimão, ambos citados por ibne Caldune, os misuratas, satatas, uarfalas e uacilas que descendiam de Melde tinham Laane como antepassado comum, razão pela qual eram coletivamente chamados laanas (Lahana). Eles foram por vezes associados à tribo líbia dos lagânicos ou lasânicos mencionados por Ptolemeu como habitantes de Ptolemaida (atual Tolmeta) e Cirene (Barca aos árabes) na Cirenaica. O historiador francês J. Desanges localizou essa tribo entre 35 e 40 quilômetros a oeste de Cirene. Pensa-se que a tribo de Banu Jacfar, citada por ibne Caldune como "da família de Misurata, um ramo da tribo berbere de Hauara", habitou a mesma região que os lagânicos, ou alguma zona da província de Barca; eles ainda ocupavam no século XIV seus antigos sítios próximo de Barca, atualmente em Marje. Apesar da associação feita por Caldune, os próprios Banu Jacfar diziam descender de árabes.
Em algum ponto antes da Conquista muçulmana do Magrebe, os Banu Jacfar mudaram-se para oeste, ocupando o setor mais oriental da zona costeira do futuro "País Hauara" (ard Hawwara) na Tripolitânia Central. Parte da tribo envolveu-se nas migrações de segmentos dos hauaras através da Ifríquia à Argélia e Marrocos. Um dos grupos misuratas que os acompanharam se assentou no Magrebe Central, na montanha de Hauara, que domina a cidade de Bata (cuja localização é desconhecida). Segundo A. Epaulard, a cidade de Bata provavelmente foi construída no começo do século XIV e estava próximo da margem esquerda do Mina, na região da atual Relizane, na principal rota entre Tremecém e Argel, onde hoje só restam algumas ruínas. Leão Africano afirma que em seu tempo (início do século XVI), Bata era "grande cidade, muito civilizada e muito populosa [...] construída há pouco pelos africanos (berberes)"; à época de Leão, somente suas fundações restavam, pois havia sido destruída. Além desses grupos, alguns poucos membros da tribo, provavelmente nativos do oásis de Misurata, chegaram em momento incerto, talvez à época da conquista da Sicília pelo cádi Assade ibne Alfurate em 826, à região da Catânia, onde se observa que entre 1075-1125 havia camponeses pertencentes a diocese dessa cidade que descendiam dos misuratas.
Maomé Abdari Alhi, viajante e nativo de Valência na Espanha, que fez peregrinação a Meca em 1289, ao partir do território dos berberes haha, próximo de Mogador no Marrocos, onde residia sua família, atravessou o Balade de Misurata situado na região costeira da Tripolitânia Central. Segundo ele, havia um oásis, pobre e pouco habitado. Essa descrição é desacordada por Abulféda, que ao escrever sobre o assunto com base na obra geográfica de ibne Saíde Almagribi, coetâneo de Abulféda, fala que "a terra é cultivada com oliveiras e palmeiras. Os habitantes exportam cavalos para Alexandria. Peregrinos em seu caminho (do Magrebe) para Meca são tratados por eles com a maior cortesia." No tempo de ibne Caldune (virada do século XIV ao XV), a situação do país dos misuratas foi ainda mais próspera. O nome da cidade tripolitana de Misurata, uma homenagem a eles, ao menos do século XII ao XIV, foi utilizado para designar a maior conurbação ocidental do oásis de Misurata, que até então chamada-se Suaicate ibne Matcude (Suwaykat Ibn Mathkud). Os misuratas, ainda muito numerosos à época de ibne Caldune, estiveram ativos no comércio, com seus mercadores visitando Bilade Aljaride e Sudão. A distância de 16 dias e marcha separava Misurata de Zauilate ibne Catabe (atual Zuila), no Fezã, que dava acesso a maior parte do Sudão.
A situação econômica do país dos misuratas permaneceu a mesma ou melhorou próximo ao início do século XVI, quando o norte da África foi descrito por Leão Africano. Segundo ele, Misurata foi um cantão da costa mediterrânica que continha inúmeros castelos e vilas, algumas na planície, outras nas montanhas. Os habitantes eram muito ricos pois não pagavam tributo e porque eram ativos no comércio. Manusearam os bens que chegaram no seu país pelas galés venezianas e trasportaram-os à Numídia, em outras palavras ao interior do Norte da África, onde eram trocados por escravos e outros bens vindos da Abissínia e Sudão. Esses bens variados eram exportados ao Império Otomano.